# Américain à trait d'union

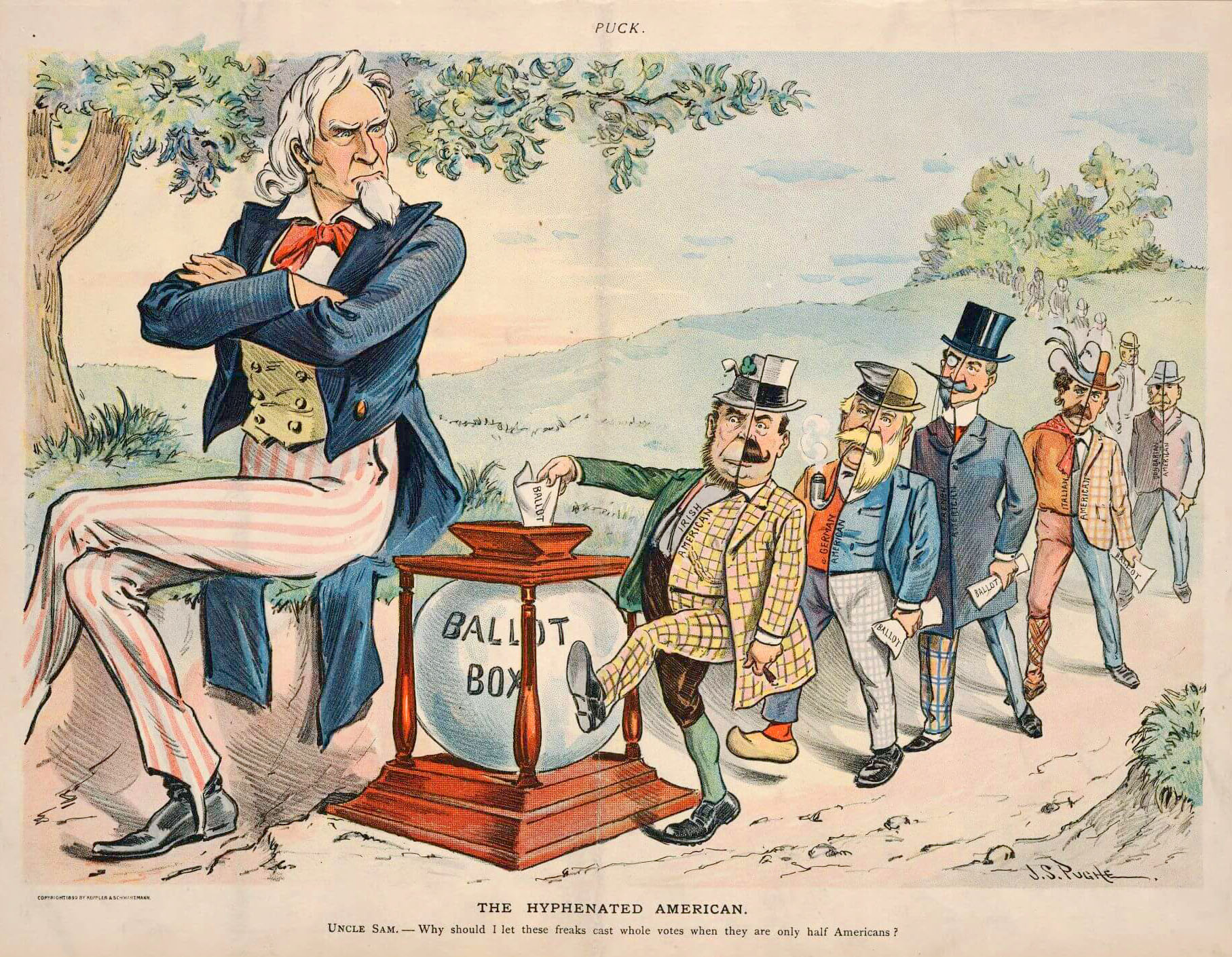
Caricature tirée de Puck, 9 août 1899, par J. S. Pughe. L'oncle Sam, furieux, voit des électeurs à traits d'union (dont un Irlando-Américain, un Germano-Américain, un Franco-Américain, un Italo-Américain et un Hongrois-Américain) et demande : « Pourquoi devrais-je laisser ces monstres voter en entier alors qu'ils ne sont qu'à moitié Américains ? ».

Américain à trait d'union (en anglais : « hyphenated American ») est un terme qui fait référence dans l'histoire des États-Unis à l'utilisation d'un trait d'union dans certains styles d'écriture entre le nom d'une ethnie et le mot « Américain » dans les noms composés, par exemple, comme dans « Irlando-Américain ». C'était une épithète utilisée de 1890 à 1920 pour dénigrer les Américains qui étaient de naissance ou d'origine étrangère et qui conservaient un héritage culturel d'un pays étranger, voire une allégeance à cet autre pays en utilisant le trait d'union. Il s'adressait le plus souvent aux Germano-Américains ou aux Irlandais-Américains (catholiques) qui soutenaient une politique  de neutralité pendant la Première Guerre mondiale. 
Dans ce contexte,  parler de ces groupes ethniques en utilisant le terme « à trait d'union » (en anglais : « hyphenated ») était une référence métonymique à ce type de descripteur d'ethnicité, et « abandonner le trait d'union » signifiait une intégration complète dans l'identité américaine.
Les présidents Theodore Roosevelt et Woodrow Wilson étaient publiquement opposés à ces marqueurs de double appartenance. Des études et des débats contemporains évoquent ces identités américaines à traits d'union pour discuter de questions telles que le multiculturalisme et l'immigration dans le contexte politique américain ; cependant, le trait d'union est rarement utilisé car il est déconseillé par les guides de style modernes.

## Nativisme et américanisme à trait d'union de 1890 à 1920
Le terme « Américain avec trait d'union » a paru dans la presse écrite en 1889  et était courant en tant que terme péjoratif en 1904. Au cours de la Première Guerre mondiale, la question de la loyauté politique principale des groupes ethniques ayant des liens étroits avec l'Europe, en particulier les Américains d'origine allemande et également Américains d'origine irlandaise. L'ancien président Theodore Roosevelt, s'adressant aux Chevaliers de Colomb majoritairement irlandais catholiques à Carnegie Hall le jour de Columbus 1915 , a affirmé que : 

« Il n'y a pas de place dans ce pays pour l'américanisme à traits d'union. Quand je parle d'Américains à trait d'union, je ne parle pas d'Américains naturalisés. Certains des meilleurs Américains que j'aie jamais connus étaient des Américains naturalisés, des Américains nés à l'étranger. Mais un Américain à un train d'union n'est pas du tout un Américain [...] Le seul moyen absolument certain de ruiner cette nation, d'empêcher toute possibilité qu'elle continue à être une nation, serait de lui permettre de devenir un enchevêtrement de nationalités se querellant, un nœud complexe de Germano-Américains, Irlando-Américains, Anglo-Américains, Franco-Américains, Scandinaves-Américains ou Italo-Américains, chacun préservant sa nationalité distincte, chacun ressentant au fond plus de sympathie avec les Européens de cette nationalité, qu'avec les autres citoyens de la République américaine [..] Il n'y a pas d'Américain à trait d'union qui soit un bon Américain. Le seul homme qui est un bon Américain est l'homme qui est Américain et rien d'autre. »

Le président Woodrow Wilson a considéré avec méfiance les « Américains coupés d'un trait d'union », déclarant dans son discours à Pueblo : « Tout homme qui porte un trait d'union avec lui porte un poignard qu'il est prêt à plonger dans les organes vitaux de cette République chaque fois qu'il se prépare.

## Lectures supplémentaires
- Bagby, Wesley M. The Road to Normalcy: The Presidential Campaign and Election of 1920 (1962) pp 153–155 online
- Bronfenbrenner, Martin (1982). "Hyphenated Americans. Economic Aspects". Law and Contemporary Problems. 45 (2): 9–27. doi:10.2307/1191401. JSTOR 1191401. on economic discrimination
- Burchell, R. A. "Did the Irish and German Voters Desert the Democrats in 1920? A Tentative Statistical Answer." Journal of American Studies 6.2 (1972): 153-164.
- Higham, John (1955). Strangers in the Land: Patterns of American Nativism, 1860–1925. pp. 198ff.  (ISBN 9780813531236).
- Steiner, Edward A. (1916). Confessions of a Hyphenated American. Fleming H. Revell Company.
- Miller, Herbert Adolphus (1916). "Review of Confessions of a Hyphenated American. by Edward A. Steiner". American Journal of Sociology. 22 (2): 269–271. doi:10.1086/212610. JSTOR 2763826.
- Strasheim, Lorraine A. (1975). "'We're All Ethnics': 'Hyphenated' Americans, 'Professional' Ethnics, and Ethnics 'By Attraction'". The Modern Language Journal. 59 (5/6): 240–249. doi:10.1111/j.1540-4781.1975.tb02351.x. JSTOR 324305.
- Vought, Hans. , "Division and reunion: Woodrow Wilson, immigration, and the myth of American unity." Journal of American Ethnic History (1994) 13#3: 24-50. En ligne.